# Monochamus balteatus
Monochamus balteatus är en skalbaggsart som beskrevs av Aurivillius 1903. Monochamus balteatus ingår i släktet Monochamus och familjen långhorningar. Inga underarter finns listade i Catalogue of Life.